# هجوم كوسوفو (1915)
هجوم كوسوفو (بالإنجليزية:  Kosovo Offensive)‏ هي المعركة الرئيسية الثالثة في التاريخ الذي وقع فيها القتال في مدينة كوسوفو من 10 نوفمبر 1915 إلى 4 ديسمبر 1915.